# عادل عبدالعزیز
عادل عبدالعزیز (انگلیسی: Adel Abdulaziz؛ زادهٔ ۱۹ ژوئن ۱۹۸۰) یک بازیکن فوتبال اهل امارات متحده عربی است.
از باشگاه‌هایی که در آن بازی کرده‌است می‌توان به الاهلی امارات اشاره کرد.
وی همچنین در تیم ملی فوتبال امارات متحده عربی بازی کرده است.